# Терлицци
Терлицци (итал. Terlizzi) — коммуна в Италии, располагается в регионе Апулия, в провинции Бари.
Население составляет 27 404 человека (2008 г.), плотность населения составляет 403 чел./км². Занимает площадь 68 км². Почтовый индекс — 70038. Телефонный код — 080.
Покровителями коммуны почитаются Пресвятая Богородица (Santa Maria di Sovereto, Santa Maria del Rosario), а также архангел Михаил, празднование 23 апреля, а также первое воскресение августа и первое воскресение октября.

## Демография
Динамика населения:

## Администрация коммуны
- Официальный сайт: http://www.comune.terlizzi.ba.it/

## Известные уроженцы и жители
- Миллико, Джузеппе — известный певец-кастрат.